# Jan Gawronski

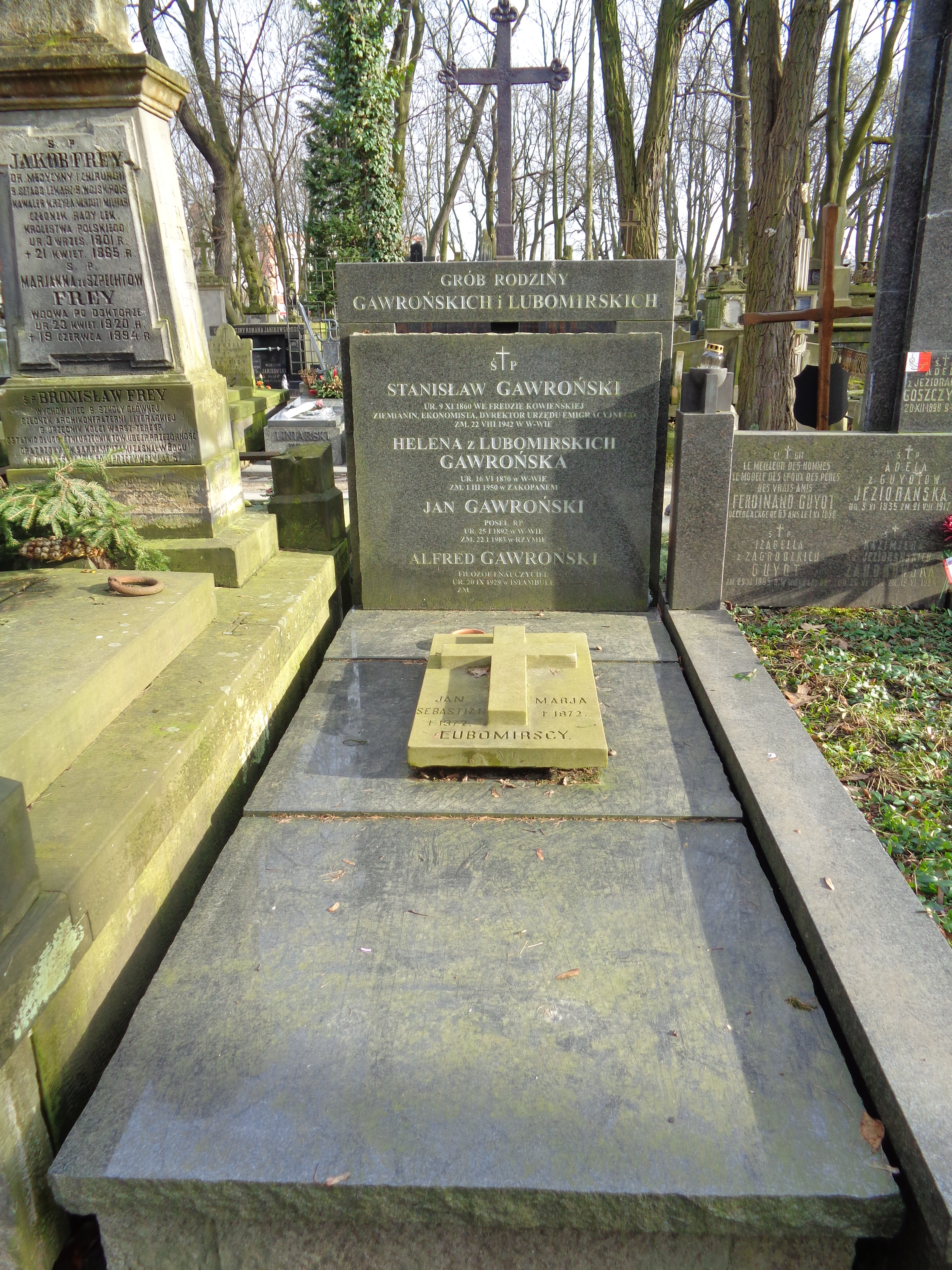
La tomba di Jan Gawroński nel cimitero Powązki

Jan Gawroński (Varsavia, 25 gennaio 1892 – Roma, 26 gennaio 1983) è stato un diplomatico e scrittore polacco.

## Biografia
Jan Gawronski, figlio di Stanisław e Helena Lubomirski, dal 1919 lavorò nel servizio diplomatico della Repubblica di Polonia, successivamente in Svizzera, Germania, Paesi Bassi, Turchia e Austria. Dal 1929 al 1932 fu consigliere della legazione polacca ad Ankara, quindi lavorò per un anno presso il Ministero degli Affari Esteri.
Fu inviato in Medio Oriente con l'obiettivo di incoraggiare il nazionalismo tra le minoranze nazionali delle repubbliche sovietiche del Caucaso. Dal 1932 fu consigliere presso l'ambasciata polacca a Vienna e nel 1934 divenne ambasciatore e ministro plenipotenziario in Austria, incarico che mantenne fino al 1938.
Ricevette da Józef Beck l'ordine di incontrarsi con Adolf Hitler per discutere le questioni che preoccupavano i polacchi, compresa la situazione della Repubblica Cecoslovacca e dei tedeschi dei Sudeti. Anni dopo scriverà una lunga descrizione del Führer nelle sue memorie. Quando l'Austria perse l'indipendenza con l'Anschluss fu richiamato a Varsavia.
Contribuì a mettere in salvo in due occasioni il commediografo Franz Theodor Csokor inseguito dai nazisti.
Nell'autunno del 1939 si trasferì in Italia con la famiglia.  Durante la seconda guerra mondiale, grazie ai suoi contatti familiari e sociali, rappresentò gli interessi polacchi in Italia. Nell'ottobre del 1943 venne arruolato nell'esercito britannico con il grado di maggiore.
Il 18 giugno 1946 venne interrogato al processo di Norimberga per fare luce sulle relazioni tra la Germania e l'Austria quando era ambasciatore a Vienna.
Successivamente si dedicò alla scrittura di diverse opere descrivendo i vari aspetti della diplomazia e raccontando in forma di memoriale le esperienze vissute durante le sue missioni all'estero.

## Vita privata
Nel gennaio 1925 sposò Luciana Frassati, figlia del cofondatore del giornale La Stampa, nonché sorella del beato Pier Giorgio Frassati, con cui ebbe sette figli tra cui il giornalista e politico Jas Gawronski.

## Onorificenze
- Croce di Cavaliere dell'Ordine della Polonia restituta (10 novembre 1933)[14]
- Medaglia del decennio della riconquistata indipendenza
- Croce di Commendatore dell'Ordine della Corona (Romania)[15]

## Pubblicazioni
- Dyplomatyczne wagary (1965)[16]
- Moja misja w Wiedniu: 1932–1938 (La mia missione a Vienna 1932-1938) (1965)[17]
- Wzdłuż mojej drogi: sylwetki i wspomnienia (1968)[18]
- Do źródła muz: greckie wrażenia dyletanta (1970)
- Drogi prowadzą do Rzymu: wspomnienia i refleksje (1972)
- Gdzie wzrok nie sięga…: refleksje z wędrówki po Jonii (1973)